# Paul Popham
Paul Graham Popham (Emmett, 6 de octubre de 1941 – Nueva York, 7 de mayo de 1987) fue un activista y militar estadounidense, fundador de la Gay Men's Health Crisis y su presidente en los años 1980.

## Biografía

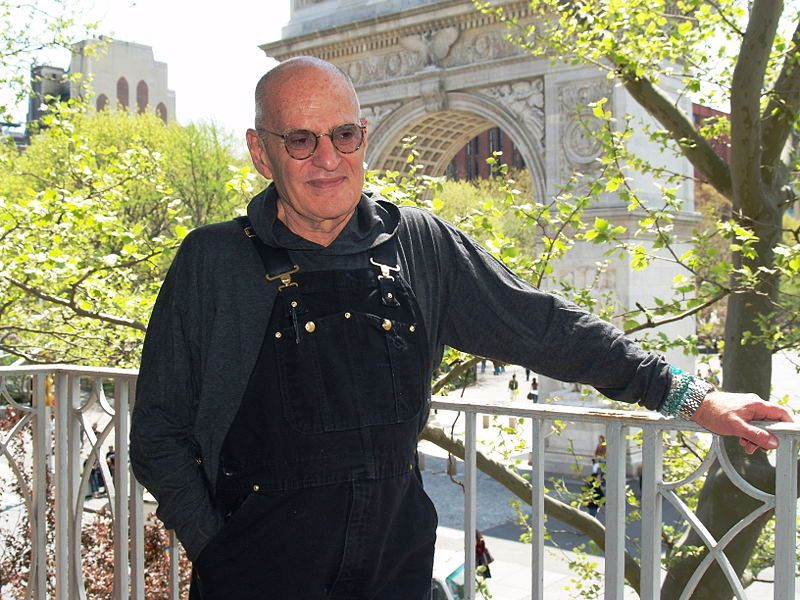
Kramer contó su historia en The Normal Heart.

Se crio en Idaho junto a sus padres, un hermano y dos hermanas. Se mudó a Oregón para estudiar en la Universidad Estatal de Portland.
Se unió al Ejército de los Estados Unidos, sirviendo en la caballería, alcanzó el grado de mayor y llegó a convertirse en un boina verde. Luchó en la Guerra de Vietnam y en 1966 fue condecorado por su valentía con la Estrella de Bronce (comandó un pelotón y destruyó una unidad enemiga), se retiró en 1969.
Trabajó en el banco Irving Trust, retirándose como vicepresidente en 1980 y luego se unió a la empresa S&P Global. En febrero de 1985 fue diagnosticado con SIDA y permaneció activo con GMHC hasta que su enfermedad se volvió demasiado grave, falleció dos años después.

### Activismo
En julio de 1981 se enteró del SIDA por el artículo de The New York Times titulado «Cáncer raro visto en 41 homosexuales» y se volvió políticamente activo. En junio de 1982 fundó la Gay Men's Health Crisis, junto a Nathan Fain, Larry Kramer, Lawrence Mass, Paul Rapoport y Edmund White; quienes lo eligieron presidente. Pese a su instrucción militar, Kramer lo describió como un hombre bueno, un líder simpático y con quien peleaba frecuentemente.
En 1983 el activista Gordon Price lo consultó por la epidemia en Canadá y Popham viajó inmediatamente allí para colaborar. Esta asociación condujo al primer «Foro de Información sobre el SIDA» y la creación de AIDS Vancouver, por lo tanto es considerado alguien importante en la lucha en Canadá.
También ayudó a fundar en Washington D. C. el Consejo de Acción contra el SIDA, una organización de cabildeo y fue su presidente.

## Legado
En 1985 Kramer lo incluyó en su obra The Normal Heart, una de las primeras sobre la crisis del VIH/sida, con el nombre de Bruce Niles y fue interpretado por David Brooks. En 1987 lo hizo el polaco Andrzej Szczytko, en la primera adaptación en otro idioma.
En 2011 para la reedición de la obra, lo retrató Lee Pace. Finalmente, en 2014 se estrenó la película y fue interpretado por el canadiense Taylor Kitsch.